# The Boys from Syracuse (Film)
The Boys from Syracuse ist eine US-amerikanische Filmkomödie aus dem Jahr 1940 nach dem gleichnamigen Musical von George Abbott, Richard Rodgers und Lorenz Hart sowie nach Motiven aus Die Komödie der Irrungen von William Shakespeare und Menaechmi des römischen Autors Plautus. A. Edward Sutherland inszenierte den Film für Universal Pictures.

## Handlung
Im antiken Griechenland führen die Städte Ephesus und Syrakus Krieg. Ephesus gewinnt den Krieg. General Antipholus von Ephesus, Eph genannt, überzeugt den Herrscher von Ephesus, ein Gesetz zu verabschieden, das besagt, dass alle, die aus Syrakus stammen und in Ephesus angetroffen werden, geköpft werden. Antipholus ist mit der schönen Adriana verheiratet. Sein Sklave Dromio, kurz Dro genannt, ist mit Adrianas Sklavin Luce verheiratet.
Der erste Syrakuser, der hingerichtet werden soll, ist Aegon, Vater von Zwillingen und Halter von Zwillingssklaven. Jahre zuvor wurden beide Zwillingspaare bei einem Sturm getrennt. Seit dieser Zeit sucht Aegon nach seinen Söhnen. Seine Suche habt ihn nach Ephesus gebracht. Der Herrscher will Aegons Leben schonen, doch Antipholus besteht darauf, dass das Gesetz eingehalten wird.
Während Antipholus und Dromio einen Schneider besuchen, kommen zwei Männer in Ephesus an. Es sind Antipholus von Syrakus, Spitzname Sy, mit seinem Sklaven Dromio, Mio genannt, der seinen Vater Aegon sucht. Die beiden sind die Zwillingsbrüder von Antipholus und Dromio von Ephesus. Auch sie suchen den Schneider auf und stürzen die Ladeninhaber Pinch und Angelo in große Verwirrung. Sy sucht eine Herberge und begegnet Phyllis, der Schwester von Adriana. Phyllis vermutet in Sy den Mann ihrer Schwester und flüchtet angewidert von den Flirtversuchen.
Auf der Straße treffen Sy und Mio wieder zusammen. Adriana und Luce kommen in einem Wagen vorbei, wobei Adriana Sy für Eph und Luce Mio für Dro hält. Die beiden Männer werden von Adriana zu sich nach Hause geholt und bedient. Sy erkennt die Situation, als er Ephs Schlafzimmer aufsucht und erkennt, dass er sich im Haus seines Zwillingsbruders aufhält. Er erzählt Phyllis die ganze Geschichte und schwört ihr, dass er sie liebe. Phyllis liebt Sy nun auch und informiert ihn von der drohenden Hinrichtung Aegons. Zusammen wollen sie den alten Mann retten.
Am Tag der Hinrichtung, an dem auch ein großes Stadtfest gefeiert wird, gibt sich Sy als Eph aus und lässt Aegon frei. Die verblüfften Eph und Dro werden vom Herrscher der Stadt gefangen genommen, können ihre Wächter jedoch überwältigen und entkommen. Zur gleichen Zeit versuchen Sy, Mio, Phyllis und Aegon mit einem Streitwagen die Stadt zu verlassen. Sie werden aber gefangen genommen und zum Fest zurückgebracht. Dort treffen sie zum ersten Mal auf ihre Zwillingsbrüder. Dieses Treffen bringt die Bewohner von Ephesus dazu, für eine Gesetzesänderung zu stimmen, so dass Sy Phyllis heiraten kann.

## Kritik
Bosley Crowthers von der New York Times schrieb in seiner Kritik, es sei ehrenwert, sich mit modernen umgangssprachlichen Scherzen über Klassiker lustig zu machen und mit zeitgenössischen Komikern anachronistischen Spaß zu treiben. Doch dazu bedürfe es mehr als das tölpelhafte Spiel eines bekannten Witzboldes wie Joe Penner oder eine leicht bekleidete Martha Raye. Und dieses „mehr“ werde bei dem Film vermisst.
Dave Kehr vom „Chicago Reader“ befand, der Film mache, trotz gut besetzter Nebenrollen, einen matten Eindruck. Sutherlands Schlampigkeit habe zwar einen gewissen Charme, doch er helfe dem Film nicht.

## Auszeichnungen
Jack Otterson erhielt 1941 eine Oscar-Nominierung in der Kategorie Bestes Szenenbild (s/w), John P. Fulton, Bernard B. Brown und Joe Lapis wurden in der Kategorie Beste visuelle Effekte nominiert.

## Hintergrund
Der Film feierte am 31. Juli 1940 in New York seine Premiere.
Die Hauptdarsteller Jones und Hervey waren zum Zeitpunkt des Filmdrehs tatsächlich verheiratet, ihre Ehe wurde 1957 nach 21 Jahren geschieden.
Musikalischer Direktor war Charles Previn, für die Choreografie war Dave Gould verantwortlich.
1986 entstand unter der Regie von Douglas Campbell ein kanadisches Remake mit Colm Feore und Geraint Wyn Davies in den Hauptrollen.